# Gained the World
Gained the World è un brano musicale del gruppo britannico Morcheeba, estratto nel 2008 come secondo singolo del loro sesto album Dive Deep. Il brano è stato interpretato dalla cantante francese Manda Zamolo

## Tracce
1. Gained the World – 2:56

## Charts
| Classifica (2008) | Posizione più alta |
| ----------------- | ------------------ |
| Russia            | 180                |